# Dona amb violí
Dona amb violí (Femme au violon) és un oli sobre tela de 55 × 46 cm de Henri Matisse, el qual fou pintat vers els anys 1921-1922.

## Història
Matisse tocava el violí i segurament era el seu propi instrument el que figura en diversos quadres seus associats al tema de la música. El paravent blau d'aquesta composició apareix en diverses obres de la sèrie pintada a l'apartament de les Ponchettes i això permet situar-la vers 1921-1922, abans que les dones d'aire somniador dels primers anys del període de Niça fossin substituïdes per les odalisques. El període de Niça va ésser una època en què la pràctica del violí era una activitat diària per a Matisse. El mateix marxant d'art Paul Guillaume posseïa diverses pintures de Matisse sobre aquest tema, en particular La lliçó de música avui dia conservada a l'Institut d'Art de Chicago.

## Descripció
En aquest quadre, Matisse juga amb la juxtaposició dels motius decoratius (cercles del paravent, ratlles de la brusa) i la multiplicació dels jocs de línies, en especial la sèrie paral·lela formada per l'arquet, la cama dreta de la violinista i les ombres dels peus de la taula. S'hi pot veure una dona jove asseguda amb un violí a la falda, el seu colze descansant sobre la taula i un arquet a la seua mà dreta, mentre que l'estoig del violí resta obert damunt la taula (hi ha una versió molt similar d'aquesta pintura, amb el mateix títol i a una escala lleugerament més petita, al Museu d'Art de Baltimore als Estats Units). En aquesta composició exhibida al Museu de l'Orangerie destaca un joc de confrontació entre les corbes i les línies, les quals estructuren l'oli per igual. Les línies verticals de la vora de la porta es vinculen amb les línies verticals de les potes de la taula i de la cadira, mentre que les ombres projectades per les potes de la taula són exactament paral·leles amb l'arquet. Aquestes línies rectes es veuen compensades per un nombre igual de línies corbes: els cercles del paravent, el contorn del cos, la cara i els cabells de la jove també es fan ressò de les corbes de l'instrument i del seu estoig.